# Henri De Bruyne (atleet)
Henri De Bruyne was een Belgische atleet, die gespecialiseerd was in het verspringen. Hij nam eenmaal deel aan de Olympische Spelen en veroverde één Belgische titel.

## Biografie
De Bruyne werd in 1919 voor het eerst Belgisch kampioen verspringen. Dat jaar verbeterde hij het Belgisch record verspringen van Gaston Martens tot 6,60 m. Hij nam in het jaar nadien deel aan de Olympische Spelen van Antwerpen. Hij werd uitgeschakeld in de kwalificaties.
De Bruyne was aangesloten bij AA Gent.

## Belgische kampioenschappen
| Onderdeel   | Jaar |
| ----------- | ---- |
| verspringen | 1919 |

## Persoonlijk record
| Onderdeel   | Prestatie | Datum        | Plaats |
| ----------- | --------- | ------------ | ------ |
| verspringen | 6,60 m    | 21 juli 1919 |        |

## Palmares

### verspringen
- 1919:  BK AC - 6,33 m
- 1920: 18e in kwal. OS in Antwerpen - 6,20 m